# Нарсісо Камперо (провінція)
Нарсісо Камперо — болівійська провінція в департаменті Кочабамба. Столиця провінції — Айкіле.

## Поділ
Провінція поділяється на три муніципалітети, які у свою чергу поділяються на кантони.
| Підрозділ | Муніципалітет | Центр    |
| --------- | ------------- | -------- |
| 1-й       | Айкіле        | Айкіле   |
| 2-й       | Пасорапа      | Пасорапа |
| 3rd       | Омереке       | Омереке  |

## Землетрус 1998 року
Камперо був епіцентром землетрусу, що стався 22 травня 1998 року. Сила землетрусу становила 6.6 балів за шкалою Ріхтера. Він став причиною загибелі понад 100 чоловік, тисячі втратили житло. Це був найсильніший поверхневий землетрус у Болівії за понад 50 років.